# Franjo Marković

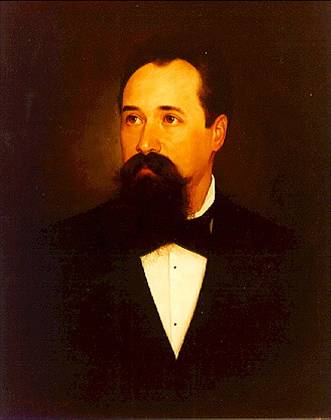
Franjo Marković

Franjo Marković, född 26 juli 1845 i Križevci, död 15 september 1914 i Zagreb, var en kroatisk författare och litteraturhistoriker.
Marković var professor i filosofi vid Zagrebs universitet. Han inlade stora förtjänster om sitt lands litteratur genom sina i Sydslaviska akademiens årsskrifter ("Rad") publicerade studier om Medo Pucić, Luka Botić, August Šenoa och Ivan Gundulić (Estetička ocjena Gundulićeva Osmana) till försvar för skaldeverkets omstridda enhetlighet.
Som originalpoet författade Marković ett romantiskt epos Kohan i Vlasta (om Elbe-slavernas kamp mot de övermäktiga tyskarna, 1868), de historiskpatriotiska tragedierna Karlo Drački, Benko Bot och Zvonimir, kralj hrvatski ("Zvonimir, kung av Kroatien") samt en lyrisk diktsamling Iz mladih dana ("Från unga dagar", 1884) jämte den episka idyllen Dom i sviet ("Hem och värld"). Dessutom redigerade han sydslaviska diktsamlingar (Gundulićs "Dubravka" samt verk av bland andra Stanko Vraz och Petar Preradović).